# Hexatoma (Eriocera) domingensis
Hexatoma (Eriocera) domingensis is een tweevleugelige uit de familie steltmuggen (Limoniidae). De soort komt voor in het Neotropisch gebied.